# Marpesia zosteria
Marpesia zosteria är en fjärilsart som beskrevs av Jacob Hübner 1816. Marpesia zosteria ingår i släktet Marpesia och familjen praktfjärilar. Inga underarter finns listade i Catalogue of Life.